# 鍋島直宜
鍋島 直宜（なべしま なおよし）は、肥前国鹿島藩8代藩主。

## 略歴
宝暦13年（1763年）2月21日、肥前小城藩の第6代藩主・鍋島直員の四男として小城で生まれる。明和7年（1770年）に鹿島藩第7代藩主・鍋島直熙が治茂と改名して本家佐賀藩の家督を継いだため、その跡を継いで鹿島藩主となった。
享和元年（1801年）4月21日、家督を養子の直彜に譲って隠居する。文政2年（1819年）12月23日に死去した。享年57。

## 系譜
父母
- 鍋島直員（実父）
- 松子、静明院 - 鍋島宗教の養女、五条為範の娘（実母）
- 鍋島直煕（養父）

正室
- 悌操院 - 鍋島治茂の娘

側室
- 登志 - 市川武矩の娘
- 琴 - 相良氏
- 絹 - 清水氏
- 百合 - 山田氏

子女
- 博 - 鍋島直知正室後に鍋島茂延室
- 澄（三女） - 諫早茂洪室

養子、養女
- 鍋島直彜 - 鍋島治茂の六男
- 於増 - 鍋島斉直側室、石井尚方の娘